# Бетел (Охајо)
Бетел (енгл. Bethel) град је у америчкој савезној држави Охајо.

## Демографија
По попису из 2010. године број становника је 2.711, што је 74 (2,8%) становника више него 2000. године.
| Група             | 2000.         | 2010.         |
| Белци             | 2.573 (97,6%) | 2.615 (96,5%) |
| Афроамериканци    | 3 (0,1%)      | 12 (0,4%)     |
| Азијати           | 5 (0,2%)      | 3 (0,1%)      |
| Хиспаноамериканци | 19 (0,7%)     | 26 (1,0%)     |
| Укупно            | 2.637         | 2.711         |